# Минский электротехнический завод
ОАО «Минский электротехнический завод имени В. И. Козлова» (МЭТЗ; бел. ААТ «Мінскі электратэхнічны завод імя В. І. Казлова») — белорусская компания по производству силовых трансформаторов и прочей электротехнической продукции, расположенная в Минске.

## История
Строительство завода по производству электротехнического оборудования началось в Минске в 1953 году, первая продукция была произведена в 1956 году. Первоначально назывался Минским заводом электрощитов управления, с 1956 года — Минский государственный союзный электротехнический завод, с 1967 года — Минский электротехнический завод им. В. И. Козлова. Приказом Государственного комитета по имуществу Республики Беларусь от 27 декабря 2013 года № 296 ПРУП «Минский электротехнический завод им. В. И. Козлова» преобразовано в открытое акционерное общество. Приказом Министерства промышленности Республики Беларусь от 22 июля 2014 года № 435 года ОАО «Минский электротехнический завод им. В. И. Козлова» стало управляющей компанией одноимённого холдинга.

## Современное состояние
В настоящее время[когда?] завод выпускает масляные силовые трансформаторы (от 16 до 3200 кВ•А), сухие силовые трансформаторы (от 25 до 3150 кВ•А), комплектные трансформаторные подстанции (от 16 до 1600 кВ•А), многоцелевые трансформаторы (до 40 кВ•А), измерительные трансформаторы тока (от 10 до 5000 A), а также устройства катодной защиты подземных металлоконструкций.
В 2017 году завод произвёл 27 731 трансформатор с жидким диэлектриком, 136 926 прочих видов трансформаторов малой мощности (до 16 кВ•А), 1176 прочих видов трансформаторов большой мощности (более 16 кВ•А), 2512 щитов распределительных и прочей аналогичной продукции.
В 2017 году общая выручка от реализации продуктов, работы, услуг составила 223,5 млн руб. (около 110 млн долларов), в том числе от реализации силовых трансформаторов — 188,5 млн руб. (около 95 млн долларов). Чистая прибыль составила 8,4 млн руб. (около 4,2 млн долларов).
Около 80% продукции завод ежегодно поставляет на экспорт в 20 государств (в основном в Россию; другие рынки, куда поставляется более 1% продукции — Казахстан и Грузия). По оценке завода, он занимает более 40% российского рынка в своём сегменте.

## Международные санкции
В августе 2023 года завод попал под санкции Европейского союза. В том же месяце к этим санкциям присоединились Швейцария, Северная Македония, Черногория, Албания, Украина, Босния и Герцеговина, Исландия, Лихтенштейн и Норвегия.
В августе 2024 года к санкциям против завода присоединилась Канада.